# Rolf Schwanitz
Pour les articles homonymes, voir Schwanitz.
Rolf Schwanitz, né le 2 avril 1959 à Gera, est un homme politique allemand, membre du Parti social-démocrate (SPD). Député au Bundestag de 1990 à 2013, il est délégué du gouvernement fédéral pour les nouveaux Länder de 1998 à 2002 et secrétaire d'État parlementaire du ministère fédéral de la Santé de 2005 à 2009.

## Biographie
Schwanitz grandit en Thuringe en Allemagne de l'Est (RDA). Après la Polytechnische Oberschule à Gotha, il fait un apprentissage d'ouvrier spécialisé et obtient son Abitur en 1978 à Erfurt. Il étudie ensuite l'administration des affaires à l'université d'Iéna de 1979 à 1983 puis le droit à l'université Humboldt de Berlin de 1984 à 1990.
Pendant ses études, il enseigne l'économie dans une école professionnelle à Plauen de 1983 à 1989 et travaille comme assistant de recherche à l'université technique de Zwickau-Plauen de 1989 à 1990.

### Parcours politique
En 1989, Schwanitz rejoint le « Nouveau forum » (Neues Forum), mouvement civique d'opposition lancé en septembre, puis adhère au SPD est-allemand en novembre. Élu à la Chambre du peuple lors des premières élections libres de la RDA en mars 1990, il est brièvement secrétaire d'État parlementaire du ministère de la Justice. 
Schwanitz fait partie des députés de la Chambre du peuple sélectionnés pour siéger au Bundestag à partir du 3 octobre 1990 dans le cadre de la Réunification avant d'être, en décembre, élu formellement sur la liste SPD de la Saxe. Il demeure membre du Bundestag jusqu'en 2013 où il ne se représente pas. En 1998, il l'emporte dans la circonscription de Reichenbach – Plauen – Auerbach – Oelsnitz mais n'est cependant réélu qu'au scrutin de liste en 2002, comme auparavant en 1994 et par la suite en 2005 et 2009.
Il a siégé aux commissions de l'intérieur et de la justice entre 1990 à 1998 ainsi qu'à celles du budget et de l'économie entre 1994 et 1998. Ministre d'État auprès du chancelier fédéral de 1998 à 2005, Schwanitz exerce en outre la fonction de délégué du gouvernement fédéral pour les nouveaux Länder de 1998 à 2002 et celle de secrétaire d'État parlementaire du ministère fédéral de la Santé de 2005 à 2009.

## Prises de position
Peu avant les élections fédérales de septembre 2005, alors que le sujet de la guerre en Iraq s'invite dans la campagne, Schwanitz diffuse une image de cercueils recouverts de drapeaux américains accompagnée du commentaire : « Elle aurait envoyé des soldats », visant explicitement la candidate de la CDU/CSU à la chancellerie Angela Merkel. 